# Arthur Harry Langham Godfrey
Arthur Harry Langham Godfrey, avstralski general, * 26. januar 1896, † 4. november 1942.
Umrl je med bitko za El Alamein, ko je njegov bunker  zadela nemška granata in ubila njega ter še tri druge častnike.